# Olesicampe cushmani
Olesicampe cushmani là một loài tò vò trong họ Ichneumonidae.